# فرانسوا مينييه
فرانسوا أوغست ماري مينييه (8 مايو 1796 – 24 مارس 1884) كان صحفيًا فرنسيًا ومؤرخًا للثورة الفرنسية.

## سيرة شخصية
ولد في إيكس إن بروفانس (أقليم بوش دو رون) بفرنسا. كان والده صانع أقفال من أقليم فونديه، الذي قبل بحماس مبادئ الثورة الفرنسية وشجع الأفكار الليبرالية في ابنه. حقق فرانسوا نجاحًا باهرًا في مدينة أفينيون في مدرسة الليسيه حيث أصبح مدرسًا في عام 1815. عاد إلى إيكس لدراسة القانون، وفي عام 1818 تم استدعاؤه إلى نقابة المحامين، حيث كانت بلاغته ستضمن نجاحه لولا اهتمامه بدراسة التاريخ. تم عرض قدراته في كتاب بعنوان مدخ في تشارلز السابع (في اللغة الفرنسية: Éloge de Charles VII) ، الذي حصل من خلاله على تكريم من قبل أكاديمية نيم في عام 1820 ، ومقالة بعنوان مؤسسات سانت لويس (في اللغة الفرنسية: Les Institutions de Saint Louis)، والتي حصل من خلالها على تكريم في عام 1821 من قبل أكاديمية النقوش والادآب.

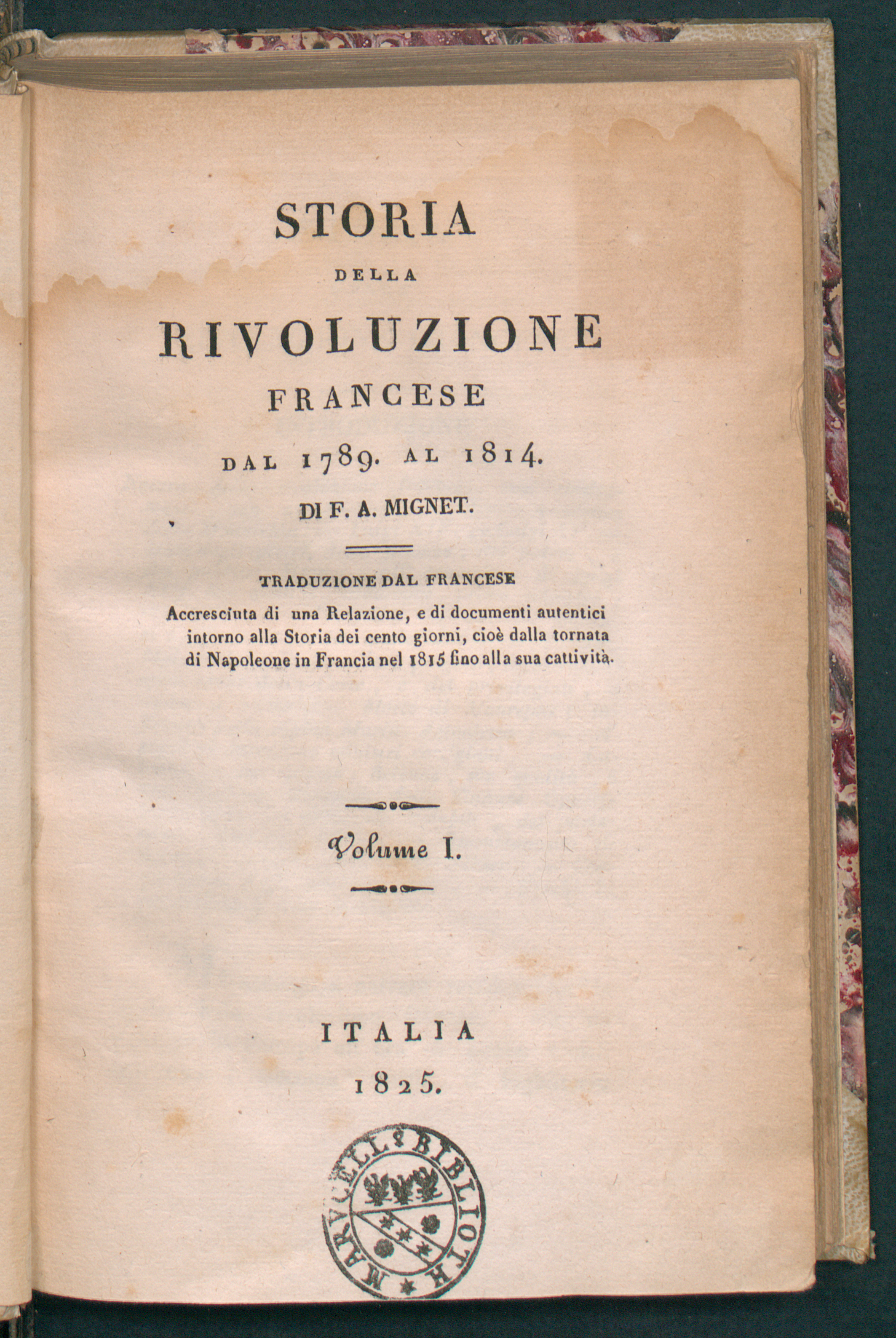
كتاب مترجم إلى الايطالية بعنوان تاريخ الثورة الفرنسية من 1789 إلى 1814، للمؤلف فرانسوا مينييه ، بتاريخ 1825.

ثم ذهب إلى باريس، حيث سرعان ما انضم إليه صديقه ومواطنه أدولف تيير، الرئيس المستقبلي للجمهورية الفرنسية. قدمه جاك أنطوان مانويل، الذي كان عضوًا سابقًا في الاتفاقية، إلى الصحيفة الليبرالية البريد الفرنسي (في اللغة الفرنسية: Le Courrier français) ، حيث أصبح عضوًا في فريق العمل الذي شن حربًا شرسة بالقلم والحبر ضد استعادة بوربون. اكتسب معرفته بالرجال ومؤامرات عصر نابليون من شارل موريس تاليران.
كان كتاب مينييه بعنوان تاريخ الثورة الفرنسية (في اللغة الفرنسية: Histoire de la révolution française) الصادر سنة 1824 ، لدعم القضية الليبرالية، رسمًا موسعًا، تم إعداده في أربعة أشهر، حيث تم التركيز على النظريات الأساسية أكثر من الحقائق. في عام 1830 ، أسس صحيفة الوطن الفرنسية مع تيير وأرماند كاريل، ووقّعَ احتجاج الصحفيين ضد مراسيم يوليو، لكنه رفض الاستفادة من انتصار حزبه. كان راضيا عن المنصب المتواضع لمدير الأرشيف في وزارة الخارجية، حيث بقي حتى ثورة 1848، عندما تم فصله، وتقاعد بشكل دائم في الحياة الخاصة. كان قد انتخب عضوا في أكاديمية العلوم الأخلاقية والسياسية ، التي أعيد تأسيسها في عام 1832 ، وفي عام 1837 ، أصبح السكرتير الدائم. تم انتخابه عضوًا في الأكاديمية الفرنسية في عام 1836 ، ولم يطلب المزيد من التكريمات.
كان مينييه معروفًا جيدًا في الدوائر العصرية حيث جعلته محادثته البارعة وأخلاقه اللطيفة من المحبوبين. كرس معظم وقته للدراسة ولواجباته الأكاديمية. حظيت كلمات التأبين على زملائه الأعضاء المتوفين، وتقارير الاكاديمية عن اعمالها، والجوائز التي منحتها، والتي كانت جزءًا من واجب مينييه كسكرتير لإعدادها، بتقدير دقيق من قبل الخبراء، وتم جمعها في كتاب بعنوان ملاحظات وتصورات مينييه (في اللغة الفرنسية: Mignet's Notices et Portraits).
عمل ببطء واستمر في البحث. باستثناء وصفه للثورة الفرنسية، والذي كان في الأساس بيانًا سياسيًا، تشير جميع أعماله المبكرة إلى العصور الوسطى. حيث اخترع هو والمؤرخ فرانسوا جيزو مفهوم الثورة البرجوازية.
أشهر أعمال مينييه هي المكرسة للتاريخ الحديث. لسنوات عديدة، انغمس في بحث تاريخ الإصلاح، ولكن تم نشر جزء واحد فقط من كتاباته، يتناول الإصلاح في جنيف. استخدم كتابه تاريخ ماري ستيوارت (في اللغة الفرنسية: Histoire de Marie Stuart) بمجلدان، بتاريخ 1851 ، كوثائق غير منشورة سابقًا من أرشيف سيمانكاس. وكرس عدة مجلدات لتاريخ إسبانيا، الذي حقق نجاحًا مستحقًا.
في الوقت نفسه، تم تكليفه بنشر الأعمال الدبلوماسية المتعلقة بحرب الخلافة الإسبانية لمجموعة الوثائق الداخلية . تم نشر أربعة مجلدات فقط من هذه الأعمال (1835-1842).
انتخب مينيت عضوًا فخريًا أجنبيًا في الأكاديمية الأمريكية للفنون والعلوم في عام 1876. توفي في باريس عام 1884 عن عمر يناهز 88 عامًا.